# L’Hôpital-Saint-Blaise
L’Hôpital-Saint-Blaise (auf Baskisch Ospitalepea),  ist eine französische Gemeinde mit 56 Einwohnern (Stand 1. Januar 2022) im Département Pyrénées-Atlantiques in der Region Nouvelle-Aquitaine. Sie liegt im Bereich der ehemaligen baskischen Provinz Soule und ist dort eine der am weitesten östlich gelegenen Gemeinden. Die Einwohner werden Ospitales genannt.

## Geografie
L’Hôpital-Saint-Blaise liegt am Lausset, einem linken Zufluss des Gave d’Oloron. Es grenzt im Westen an die Gemeinden Moncayolle-Larrory-Mendibieu und Chéraute sowie im Süden an Barcus.

## Ortsnamen
Der Ort Hôpital Saint-Blaise erscheint historisch unter den Bezeichnungen La Commanderie de Misericordi (1334, Notare aus Oloron),
Saint-Blas (1670, Staatliche Ordnung von Navarra) und
L’Hôpital de Saint-Blaise de Misericorde (18. Jahrhundert, Intendantur von Pau).

## Geschichte
L’Hôpital Saint-Blaise wurde im Mittelalter zur Betreuung der (kranken) Pilger auf dem Jakobsweg nach Santiago de Compostela gegründet. Augustinermönche aus dem Kloster Santa Cristina auf dem Col du Somport erbauten hier in der Mitte des 12. Jahrhunderts ein hôpital de miséricorde („Herberge der Barmherzigkeit“). Die Bezeichnung „Hospital“ ist dabei nur die ortsübliche Umschreibung. In der Hierarchie des Klosters handelte es sich um eine Komturei (frz.commanderie). Die erste urkundliche Erwähnung stammt aus dem Jahr 1308.
Die Herberge wurde vermutlich in der Zeit der französischen Revolution abgerissen. Heute existiert nur noch die Kirche, die seit 1998 als Teil des Weltkulturerbe der UNESCO „Jakobsweg in Frankreich“ ausgezeichnet ist.
Wer auf der Via Tolosana nach Spanien unterwegs war, benutzte üblicherweise den Passübergang am Col du Somport. Wer es jedoch vorzog, wie die Pilger aus nördlicheren Regionen über den Col de Roncevaux zu ziehen, wählte in Oloron-Sainte-Marie den Weg talabwärts und erreichte die Via Podiensis bei Ostabat. Auf diesem Wegabschnitt liegt Hôpital Saint-Blaise dort, wo das Tal der Gave Richtung Westen verlassen wird.
Der Heilige Blasius gilt als Schutzheiliger der Schäfer, der Wollkämmer und der Steinmetze. Eine dreitägige Wallfahrt zu seinen Ehren fand regelmäßig Anfang Februar statt. Dabei wurden Tierhaare, Federn und ähnliche Produkte aus der Nutztierhaltung in ein Feuer auf dem Dorfplatz geworfen, um den Schutz des Viehs zu erbitten.

## Wirtschaft und Infrastruktur
Die Gemeinde ist vor allem landwirtschaftlich geprägt (Mais und Viehzucht).

## Kultur und Sehenswürdigkeiten
Die Kirche aus ockerfarbenem Tonschiefer steht seit 1888 auf der Denkmalliste. Ihr Stil ist eine Mischung aus romanisch-navarresischer und byzantinischer Architektur: Sie hat die Form eines griechischen Kreuzes mit einem achteckigen Turm in der Mitte, der sich über einer Kuppel mit spanisch-maurischen Einflüssen erhebt. Die Maße sind mit 18 Metern Länge und 12 Metern Breite bescheiden.
Der Eingang auf der Westseite erfolgt durch ein reich dekoriertes Portal unter einem kleinen Glockenturm. Nur Teile des Schmucks im Tympanon sind noch original, die meisten Teile sind bei einer Restauration Anfang des 20. Jahrhunderts originalgetreu rekonstruiert worden.
Bis auf die Fenster im Chor und in den beiden Kapellen in den Querschiffen sind alle Nischen mit steinernen Balustraden (transennes) versehen, deren einzelne Säulen vielfältige geometrische Formen besitzen. Diese Architekturelemente, die aus einer islamischen und vorromanischen Tradition stammen, sind in solcher Vollständigkeit in keiner anderen französischen Kirche zu finden. Ebenso einzigartig ist der Dachgesims des Chores aus Holzbohlen, verziert im Mudéjar-Stil. Altersbestimmungen ergaben, das sie tatsächlich noch aus dem 12. Jahrhundert stammen.
Die meisten Fenster sind auf der Innenseite mit Fächerbögen versehen. Die achteckige Kuppel erhebt sich über einer glatten Trompe. Ihre Konstruktion über doppelt verschränkten Bögen, die einen achteckigen Stern bilden, erinnert an maurische Vorbilder.

### Weitere Sehenswürdigkeiten
- Eine Mühle wird derzeit restauriert.